# Gröna Lund
Tivoli Gröna Lund, Gröna Lund (szw. Zielony Gaj) lub Grönan – park rozrywki położony w Sztokholmie na wyspie Djurgården, otwarty w 1883 roku. Posiada ponad 30 atrakcji, w tym 7 kolejek górskich. Latem odbywają się tam także koncerty.

## Atrakcje

### Kolejki górskie

#### Czynne
W roku 2024 w parku znajdowało się 7 czynnych kolejek górskich:
| # | Nazwa           | Producent                | Data otwarcia    | Typ                        | Wysokość [m] | Prędkość [km/h] | Źródło |
| - | --------------- | ------------------------ | ---------------- | -------------------------- | ------------ | --------------- | ------ |
| 1 | Nyckelpigan     | Zierer                   | 1976             | stalowa rodzinna           | 3,3          | 26              | [ 3 ]  |
| 2 | Vilda Mausen    | Gerstlauer               | 18 kwietnia 2003 | stalowa                    | 21           | 55              | [ 4 ]  |
| 3 | Kvasten         | Vekoma                   | 28 kwietnia 2007 | stalowa rodzinna odwrócona | 20           | 55              | [ 5 ]  |
| 4 | Insane          | Intamin                  | 25 kwietnia 2009 | stalowy 4D Coaster         | 33           | 55              | [ 6 ]  |
| 5 | Tuff-Tuff Tåget | Zamperla                 | 24 kwietnia 2010 | stalowa dziecięca          | 2,4          | 7,2             | [ 7 ]  |
| 6 | Twister         | Gravitykraft Corporation | 7 maja 2011      | hybrydowa rodzinna         | 15,5         | 61,2            | [ 8 ]  |
| 7 | Monster         | B&M                      | 2 czerwca 2021   | stalowa odwrócona          | 34           | 90              | [ 9 ]  |

#### Nieczynne
W roku 2024 w parku znajdowała się 1 nieczynna kolejka górska:
| # | Nazwa   | Producent | Data otwarcia | Data zamknięcia | Typ     | Wysokość [m] | Prędkość [km/h] | Źródło |
| - | ------- | --------- | ------------- | --------------- | ------- | ------------ | --------------- | ------ |
| 1 | Jetline | Zierer    | 1988          | 26 czerwca 2023 | stalowa | 32           | 90              | [ 11 ] |

#### Usunięte
W roku 2024 6 z 14 kolejek górskich zbudowanych w historii parku było usuniętych:
| # | Nazwa          | Producent   | Data otwarcia    | Data zamknięcia | Typ                     | Wysokość [m] | Prędkość [km/h] | Źródło |
| - | -------------- | ----------- | ---------------- | --------------- | ----------------------- | ------------ | --------------- | ------ |
| 1 | Bergbana       | ?           | 1931             | 1965            | drewniana               | ?            | ?               | [ 13 ] |
| 2 | Bobsleighbanan | ?           | 1934             | 1934            | drewniana               | ?            | ?               | [ 14 ] |
| 3 | Radar          | Schwarzkopf | 1965             | 1981            | stalowa rodzinna        | 13,5         | ?               | [ 15 ] |
| 4 | Blauer Enzian  | Mack Rides  | 1980             | 1982            | stalowy powered coaster | ?            | ?               | [ 16 ] |
| 5 | Jet Star II    | Schwarzkopf | 23 kwietnia 1982 | 1983            | stalowa rodzinna        | 13,5         | ?               | [ 17 ] |
| 6 | Thriller       | Schwarzkopf | 1996             | 1996            | stalowa                 | 35,1         | 86,9            | [ 18 ] |

## Wypadki
25 czerwca 2023 roku na kolejce Jetline zdarzył się śmiertelny wypadek, przez który park został tymczasowo zamknięty. Kolejka pozostaje nieczynna do odwołania.